# Alicot
Ne pas confondre avec l'aligot, un plat à base de purée de pommes de terre et de tome fraîche.
Pour l'homme politique français, voir Jean-Jacques Alicot.
Un alicot est un ragoût fait avec des abats de volaille et éventuellement la tête, les pattes et les extrémités des ailes,, traditionnellement liés aux régions du Béarn et du Languedoc dans le sud de la France.